# Hôtel de Copis
L'hôtel de Copis est un ancien hôtel particulier du XVIIIe siècle situé en Belgique à Liège.

## Situation
Il se situe dans le centre historique de Liège, à l'angle de la rue Lambert Lombard (n°3) et de la rue Chapelle-des-Clercs sur la place Saint-Étienne, à l'arrière des Galeries Saint-Lambert.

## Historique
Cette demeure a été construite durant la seconde moitié du XVIIIe siècle sur un noyau remontant au moins au XVIe siècle. D'autres sources situent la construction au cours du XVIIe siècle. Elle est actuellement le siège de la société liégeoise d'investissement Meusinvest.

## Description
Cet hôtel particulier possède deux façades de style néo-classique en pierres calcaires (pour le soubassement, l'angle et les encadrements des baies) et en briques enduites d'une couleur beige. La façade de la place Saint-Étienne est la principale et compte huit travées et deux hauteurs différentes. Le porche d'entrée est constitué de claveaux en pierre calcaire passants un-sur-deux. Sur la façade principale, le soubassement se compose de 4 lignes d'imposants blocs de calcaire. L'immeuble possède une cour intérieure.

## Classement
L'hôtel de Copis est repris sur la liste du patrimoine immobilier classé de Liège depuis le 12 octobre 1981.